# مقاطعة سيبيو
مقاطعة سيبيو (بالإنجليزية: Sibiu County)‏ هي مقاطعة في رومانيا، تتبع رومانيا، بلغ عدد سكانها 306٬984 نسمة، في 1930، عاصمتها سيبيو، تبلغ مساحتها 5٬432 كيلومتر مربع.

## التقسيمات الإدارية
- Racovița, Sibiu [الإنجليزية]‏
- Slimnic [الإنجليزية]‏
- Roșia, Sibiu [الإنجليزية]‏
- Cristian, Sibiu [الإنجليزية]‏
- مدياس  [لغات أخرى]‏
- Dumbrăveni [الإنجليزية]‏
- آرباشو دي جوس
- Ațel [الإنجليزية]‏
- سيبيو
- Poplaca [الإنجليزية]‏
- Șelimbăr [الإنجليزية]‏
- Târnava, Sibiu [الإنجليزية]‏
- Agnita [الإنجليزية]‏
- Cisnădie [الإنجليزية]‏
- Copșa Mică [الإنجليزية]‏
- Ocna Sibiului [الإنجليزية]‏
- Apoldu de Jos [الإنجليزية]‏
- أوري [الإنجليزية]‏
- Axente Sever, Sibiu [الإنجليزية]‏
- Biertan [الإنجليزية]‏
- Bârghiș [الإنجليزية]‏
- Blăjel [الإنجليزية]‏
- Brateiu [الإنجليزية]‏
- Brădeni [الإنجليزية]‏
- Chirpăr [الإنجليزية]‏
- Dârlos [الإنجليزية]‏
- Gura Râului [الإنجليزية]‏
- Hoghilag [الإنجليزية]‏
- Jina, Sibiu [الإنجليزية]‏
- Laslea [الإنجليزية]‏
- Loamneș [الإنجليزية]‏
- Ludoș [الإنجليزية]‏
- Marpod [الإنجليزية]‏
- Miercurea Sibiului [الإنجليزية]‏
- Merghindeal [الإنجليزية]‏
- Micăsasa [الإنجليزية]‏
- Moșna, Sibiu [الإنجليزية]‏
- Nocrich [الإنجليزية]‏
- Orlat [الإنجليزية]‏
- Păuca [الإنجليزية]‏
- Poiana Sibiului [الإنجليزية]‏
- Porumbacu de Jos [الإنجليزية]‏
- Râu Sadului [الإنجليزية]‏
- Sadu [الإنجليزية]‏
- Bruiu [الإنجليزية]‏
- Șeica Mică [الإنجليزية]‏
- Șura Mare [الإنجليزية]‏
- Șura Mică [الإنجليزية]‏
- Boița [الإنجليزية]‏
- Cârța, Sibiu [الإنجليزية]‏
- Cârțișoara [الإنجليزية]‏
- Săliște [الإنجليزية]‏
- Rășinari [الإنجليزية]‏
- Bazna [الإنجليزية]‏
- Iacobeni, Sibiu [الإنجليزية]‏
- Șeica Mare [الإنجليزية]‏
- Tălmaciu [الإنجليزية]‏
- Tilișca [الإنجليزية]‏
- Valea Viilor [الإنجليزية]‏
- Vurpăr [الإنجليزية]‏
- Turnu Roșu [الإنجليزية]‏
- Alma, Romania [الإنجليزية]‏
- Alțâna [الإنجليزية]‏
- Mihăileni, Sibiu [الإنجليزية]‏.